# Zweminrichting Baarn
De zweminrichting van Baarn is een oud zwembad aan de August Jansenweg 36-38, en ligt aan de Eem in Baarn provincie Utrecht.
Bij een januaristorm in 1916 sloeg een overstroming het eerste zwembad aan de Eem weg. De Baarnse filantroop August Janssen liet toen een nieuwe zweminrichting bouwen. Het gebouw is ontworpen door G. Koelewijn en wordt nu gebruikt voor bewoning.
Men zwom in die tijd afgescheiden in de Eem. In het linker deel van de zwembaden kon het ‘gewone volk’ gratis baden. De badmeester woonde op het terrein in wat later het bootsmanhuis van de roeivereniging zou worden. Het andere bad lag voor het huidige gebouw, dit was alleen toegankelijk tegen betaling. De zweminrichtingen werden in 1936 verkocht aan de heer T. de Ruig, die de zwembaden exploiteerde tot aan de opening van het huidige Baarnse zwembad. Door de vervuiling van de Eem werd later het zwemmen in de Eem onmogelijk.
De badhokjes zijn al lang verdwenen. Links was het woongedeelte met een breedte van drie assen. De ingang zit in het midden. Boven de ingang is een tegeltableau aangebracht met het opschrift: 19 ZWEMINRICHTING 16.
Vanaf 20 mei 1936 mocht hier na een handtekeningenactie ook gemengd worden gezwommen.